# Olgierd Michał Dobrowolski
Stanislovas Dobrovolskis (właśc. Algirdas Mykolas Dobrovolskis, nazywany Pater; ur. 29 września 1918 w Radziwiliszkach, zm. 23 czerwca 2005 w Kownie) – litewski ksiądz, kaznodzieja, kapucyn, działacz litewskiego ruchu oporu przeciw okupacji sowieckiej, jedna z najsłynniejszych osobistości rejonu kiejdańskiego.

## Życiorys

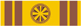
Krzyż Oficerski Orderu Wielkiego Księcia Litewskiego Giedymina

Ukończył Kolegium Jezuitów w Kownie. W 1936 wstąpił do klasztoru kapucynów w Płungianach. W 1941 złożył śluby wieczyste. W 1944 ukończył Międzydiecezjalne Seminarium Duchowne w Kownie, wyświęcony na kapłana. Podczas II wojny światowej ratował Żydów. 25 marca 1944 przydzielono go do klasztoru i parafii kapucynów w Pietraszunach, skąd zaczął jeździć jako kaznodzieja po całej Litwie. Prowadził misje, rekolekcje oraz głosił kazania odpustowe. W ciągu czterech i pół roku objechał ok. 100 parafii. Pasterskim słowem pomagał wiernym pokonywać strach, beznadzieję i grozę rozsiewane przez komunistów. Vincentas Sladkevičius wspomina: 

W Kownie głosił bardzo odważne kazania. Zabierano ludzi, był 1948, a on w jednym z kazań powiedział: »Teraz modlimy się, a na dworcu kolejowym stoją przygotowane wagony, w których tłoczą się ludzie. I ci ludzie również się modlą, płaczą, ponieważ opuszczają swoją ojczyznę«. Ale nawet dotykając tych niebezpiecznych w tamtych czasach tematów, nigdy nie mówił źle [o komunistach]. Przyjmował ciosy losu jako pochodzące z rąk Pana. Wszystko, co mówił, było aktualne, ale bez politycznej agitacji. Ludzie w jego słowach nie słyszeli o podżeganiu do wrogości, dlatego przychodzili na jego kazania.

W 1948 zabroniono mu głoszenia kazań w archidiecezji kowieńskiej, a 11 sierpnia 1948 oskarżono „za antyradziecką agitację o motywacji nacjonalistycznej lub religijnej” i skazano przez Kolegium Specjalne NKWD na 10 lat łagru w Incie (Republika Komi). Pracował w tamtejszych kopalniach węgla oraz na budowach. Zwolniony w sierpniu 1956, wrócił na Litwę i został skierowany do parafii Vertimai w okolicach Jurborka. W marcu 1957 ponownie aresztowany i osadzony w obozie w Workucie (Workutłag). Zwolniony w sierpniu 1957. O obozowych latach tak wspominał: 
W kopalni śpiewałem, ciesząc się, że żyję. Na starość mam emeryturę 139 litów. Nie ważcie się dawać mi emerytury więźniarskiej. Bycie więźniem na Syberii to dla mnie zaszczyt.
Po powrocie na Litwę pełnił posługę kapłańską w kościołach dekanatów joniszkiego, ukmergowskiego i rosieńskiego (Juodeikiai, Żmujdki, Milašaičiai i Butkiškė).
W Żmujdkach nie miał nawet prawa wykonywania posługi kapłańskiej. Ten półtoraroczny okres był dla niego gorszy niż obóz. Ratowało go tłumaczenie poezji oraz ciężka praca fizyczna. Z własnej inicjatywy porządkował i sprzątał miasteczko oraz okolice. Latem 1961 przywrócono Dobrowolskiemu prawo do posługi kapłańskiej oraz przeniesiono go do Milašaičiai. Na parafiach był stale śledzony przez sowiecką bezpiekę, poddawany rewizjom, podczas których konfiskowano mu kazania, tłumaczenia wierszy R. M. Rilkego oraz zabroniono noszenia habitu kapucyńskiego i brody. W latach 1960–1961 zabroniono mu odprawiania Mszy św. i głoszenia kazań. W 1966 został przeniesiony do Podbrzezia (obecnie rejon kiejdański), gdzie był proboszczem, a od 2002 administratorem parafii.
Oprócz pracy duszpasterskiej zajmował się gromadzeniem eksponatów sztuki kościelnej (przedsoborowe ornaty, bursy i sztandary) i przedmiotów codziennego użytku (narzędzia rolnicze, garnki, kłódki, klucze), które zbierał po całej Litwie. Przechowywał i rozprowadzał zakazaną literaturę („Kronika Kościoła katolickiego na Litwie”, „Świt”, podziemne wydawnictwa z Rosji itp.). W 1976 był przesłuchiwany w siedzibie KGB w Wilnie.
W 1978 podpisał z księżmi archidiecezji kowieńskiej oświadczenie w sprawie zapisów Konstytucji ZSRR z 1977 o prawach wierzących, a w 1983 – oświadczenie, w którym domagał się zwolnienia z więzienia Alfonsa Svarinskisa i Sigitasa Tamkevičiusa. W 1990 został przeniesiony do Datnowa, gdzie odnowił kościół i klasztor pobernardyński. W latach 1992–1994 publikował kazania w dzienniku „Diena”. Od 2002 został ponownie administratorem kościoła w Podbrzeziu. Ojciec Stanisław dbał nie tylko o kościół i parafię, ale także o środowisko i cmentarz w Podbrzeziu. Kolekcjonował obrazy, ozdoby, założył muzeum. Nie bez starań Dobrowolskiego Podbrzezie stało się ważnym ośrodkiem działalności kulturalnej w powiecie kiejdańskim. Ojciec Stanisław opiekował się tam sierotami, narkomanami, alkoholikami i bezdomnymi, organizując im czas i zajęcia o charakterze terapeutycznym. Zmarł 23 czerwca 2005 w Kowieńskim Szpitalu Klinicznym II. Został pochowany na cmentarzu przykościelnym w Podbrzeziu.

## Nagrody i wyróżnienia
- 1996 – Krzyż Oficerski Orderu Wielkiego Księcia Litewskiego Giedymina
- 1999 – Krzyż Ratowania Ginących[5]